# 부시벨트관박쥐
부시벨트관박쥐(Rhinolophus simulator)는 관박쥐과에 속하는 박쥐의 일종이다. 보츠와나와 카메룬, 코트디부아르, 에티오피아, 기니, 케냐, 라이베리아, 말라위, 모잠비크, 나이지리아, 남아프리카공화국, 남수단, 에스와티니, 탄자니아, 잠비아, 짐바브웨에서 발견된다. 자연 서식지는 습윤 사바나 지역과 동굴, 지하 서식지(동굴 이외)이다. 서식지 감소로 위협을 받고 있다.